# Ромета
Ромѐта (на италиански: Rometta, на сицилиански Rametta, Рамета) е градче и община в Южна Италия, провинция Месина, автономен регион и остров Сицилия. Разположено е на 590 m надморска височина. Населението на общината е 6532 души (към 2012 г.).
- Местоположение на общината Ромета в провинция Месина
- Залез на еолийските острови, наблюдаван от плажа на Ромета